# Нассо-Вілледж-Ратліфф (Флорида)
Нассо-Вілледж-Ратліфф (англ. Nassau Village-Ratliff) — переписна місцевість (CDP) в США, в окрузі Нассау штату Флорида. Населення — 5561 особа (2020).

## Географія
Нассо-Вілледж-Ратліфф розташоване за координатами 30°30′39″ пн. ш. 81°48′32″ зх. д. / 30.51083° пн. ш. 81.80889° зх. д. (30.510774, -81.808870).  За даними Бюро перепису населення США в 2010 році переписна місцевість мала площу 37,93 км², уся площа — суходіл.

## Демографія
Згідно з переписом 2010 року, у переписній місцевості мешкало 5337 осіб у 1940 домогосподарствах у складі 1501 родини. Густота населення становила 141 особа/км².  Було 2069 помешкань (55/км²).
Расовий склад населення:
| - 95,8 % — білих - 1,1 % — чорних або афроамериканців - 0,6 % — азіатів - 0,5 % — корінних американців |

До двох чи більше рас належало 1,6 %. Частка іспаномовних становила 2,3 % від усіх жителів.
За віковим діапазоном населення розподілялося таким чином: 23,5 % — особи молодші 18 років, 63,7 % — особи у віці 18—64 років, 12,8 % — особи у віці 65 років та старші. Медіана віку мешканця становила 40,4 року. На 100 осіб жіночої статі у переписній місцевості припадало 103,3 чоловіків;  на 100 жінок у віці від 18 років та старших — 98,8 чоловіків також старших 18 років.
Середній дохід на одне домашнє господарство  становив 70 018 доларів США (медіана — 57 766), а середній дохід на одну сім'ю — 78 334 долари (медіана — 62 316). Медіана доходів становила 51 820 доларів для чоловіків та 39 875 доларів для жінок. За межею бідності перебувало 9,5 % осіб, у тому числі 6,5 % дітей у віці до 18 років та 6,8 % осіб у віці 65 років та старших.
Цивільне працевлаштоване населення становило 2467 осіб. Основні галузі зайнятості: освіта, охорона здоров'я та соціальна допомога — 15,6 %, виробництво — 14,1 %, роздрібна торгівля — 11,2 %, транспорт — 9,5 %.